# يان هاوغلاند
يان هاوغلاند (بالسويدية: Ian Haugland؛ بالنرويجية البوكمول: Ian Haugland) هو طبال نرويجي وسويدي، ولد في 13 أغسطس 1964 في نورايسا في النرويج.

## وصلات خارجية
- يان هاوغلاند على موقع IMDb (الإنجليزية)
- يان هاوغلاند على موقع ميوزك برينز (الإنجليزية)
- يان هاوغلاند على موقع أول موفي (الإنجليزية)
- يان هاوغلاند على موقع قاعدة بيانات الأفلام السويدية (السويدية)
- يان هاوغلاند على موقع أول ميوزيك (الإنجليزية)
- يان هاوغلاند على موقع ديسكوغز (الإنجليزية)
- يان هاوغلاند على موقع قاعدة بيانات الفيلم (الإنجليزية)